# Білл Діксон
Білл Діксон (англ. Bill Dixon; 5 жовтня 1925, Нантакет, Массачусетс, США — 16 червня 2010) — американський музикант, композитор, художник і педагог. Грав на трубі, флюгельгорні і фортепіано.

## Біографія
Його кар'єра почалася зі співпраці з молодим саксофоністом Арчі Шеппом, коли Діксону було 37 років (1962 рік). У 1964 р. він організував перший фестиваль фрі-джазу «Жовтнева революція в джазі» («October revolution in jazz») і заснував «Гільдію джазових композиторів» («Jazz Composers Guild»).
Перший альбом «Intents And Purposes» вийшов у 1967 р. Він містив два великих твори: «Метаморфози 1962—1966» (жовтень 1966) для тентета (труба, тромбон, альт, кларнет, англійський ріжок, віолончель, два баса, барабани і тарілки) і «Voices» (січень 1967) для квінтету (труба, кларнет, віолончель, бас і барабани). Стиль Білла Діксона передував появі «Асоціації для Просування Творчих Музикантів» (AACM) і передував «чиказької школи» нового джазового мистецтва.
Більшість творів Діксона 1970-х років стали відомі публіці лише в 1980-і. Наприклад, «Considerations» (1980), містить чотири великих твори: «Orchestra Piece» (січень 1972), «Sequences» (січень 1972), «Pages» (червень 1975) і «Places And Things» (вересень 1976). Усього, до кінця 90-х, випустив більше десяти альбомів. У 2001 р. виходить альбом «Odyssey», який містив головним чином соло для духових інструментів періоду 1970—1992 рр., весь альбом «Collection», імпровізації і дует з клавішником Леслі Вінстоном.
У 1981 році Діксон став одним з чотирьох музикантів (разом з Сесілом Тейлором, Полом Блеєм і Арчі Шеппом), чиї інтерв'ю та виступи увійшли до документального фільму Рона Менна про фрі-джаз «Imagine the Sound».
З 1968 по 1996 роки — професор музики в Коледжі Беннінгтон, штат Вермонт.